# Judith Alyek
Judith Alyek (8 de octubre de 1971) es una política ugandesa. Es representante del distrito de Kole y presidenta del Comité del VIH/sida y enfermedades relacionadas del Parlamento de Uganda. También es miembro del Movimiento de Resistencia Nacional por el que se postuló a las elecciones generales de 2016.

## Trayectoria
Alyek asistió a la escuela Atan Primary School en el Distrito de Kole. Entre 1987 y 1990, cursó estudios de bachillerato en la escuela secundaria St. Catherine de Lira y obtuvo el UACE en el Dr. Obote College de Boroboro en 1993. Desde entonces, ha desempeñado diferentes cargos públicos. Entre 2000 y 2006 fue inspectora de salud del gobierno local del distrito de Lira, desde 2007 hasta 2010, ejerció como Educadora de Salud para el gobierno local del distrito de Dokolo, entre 2011 y 2015, ocupó el cargo de Asesora Técnica de Salud Materno Infantil, VIH/sida y Nutrición en AVSI Foundation y, desde 2016, es la Representante de las Mujeres del distrito de Kole. En agosto de 2021, Alyek fue elegida como Presidenta del Lango Parliamentary Group.
Como parte del Parlamento de Uganda es la Presidenta del Comité sobre el VIH/sida y enfermedades relacionadas, miembro del Comité de Negocios, del Comité de Salud, de la Uganda Women Parliamentary Association (UWOPA), de la junta de la Uganda Aids Commission, de la International Union of Health Promotion and Education (IUHPE) y Presidenta de SERVE Uganda.

## Activismo
Como presidenta del comité sobre el VIH/sida y enfermedades relacionadas, ha pedido que se realicen pruebas obligatorias a los hombres para detectar la enfermedad, y ha solicitado a los líderes locales que revelen su estado de VIH como ejemplo a los ciudadanos.
En julio de 2017, presentó una moción para la implementación de todas las políticas y leyes relacionadas con los niños. Instó a la formación de una autoridad que facilite el seguimiento y la aplicación de los derechos de los niños.
A raíz de la muerte de Dickens Okello en 2018, instó a los miembros del parlamento de la región de Lango a revisar y recomendar acciones contra los indígenas acusados de violar los derechos de su pueblo.

## Vida privada
En 2017, Alyek afirmó estar casada con Richard Odongo y negó las afirmaciones del subjefe del clan Inomo de que Ambrose Eger, entonces fallecido, era su esposo.